# Commissione delle Nazioni Unite per il diritto commerciale internazionale
La Commissione delle Nazioni Unite per il diritto commerciale internazionale  (UNCITRAL, o United Nations Commission on International Trade Law) è stata creata con risoluzione 2205(XXI) il 17 dicembre 1966 dall'Assemblea generale delle Nazioni Unite al fine di promuovere la progressiva armonizzazione e unificazione del diritto commerciale internazionale. L'UNCITRAL svolge il suo lavoro in sessioni annuali che si tengono alternativamente a New York e a Vienna.

## Storia
Negli anni 1960, il repentino sviluppo dei mercati internazionali richiese l'esigenza di un sistema globale di norme e regole necessarie al fine di ammodernare le diverse norme a livello regionale e nazionale allora in vigore. Per questo l'assemblea generale delle Nazioni Unite nel 1966 crearono la Commissione delle Nazioni Unite per il commercio internazionale (UNCITRAL), per avere un ruolo attivo nella rimozione o almeno nella riduzione degli ostacoli di natura legale nel commercio internazionale, e progressivamente ammodernare e armonizzarne le norme.
L'UNCITRAL è diventata da quel momento il nucleo del sistema legale all'interno delle Nazioni Unite per quel che concerne il diritto commerciale internazionale. Molti dei complessi sistemi che regolano oggigiorno le norme di diritto degli accordi commerciali è stato raggiunto mediante una lunga e laboriosa negoziazione organizzata dall'UNCITRAL.
L'UNCITRAL lavora anche per la coordinazione del lavoro delle organizzazioni attive in questo tipo di settore e per la promozione di una più ampia accettazione e utilizzo delle regole e dei testi legali che sviluppa.

## Appartenenza e funzionamento
I membri costitutivi dell'UNCITRAL erano originariamente 29, che diventarono 36 nel 1973 e 60 nel 2003. Gli stati membri dell'UNCITRAL hanno sistemi legali differenti, diversi livelli di sviluppo, e provengono da varie regioni geografiche. Ne fanno parte 14 stati africani, 14 stati asiatici, 8 stati dell'est Europa, 10 stati latino-americani e caraibici e 14 paesi dell'Europa occidentale.
La metodologia di lavoro è organizzata su tre livelli. Il primo livello è composto dall'UNCITRAL stesso (la commissione), che si riunisce in una sessione plenaria annuale. Al secondo livello vi sono i gruppi di lavoro inter-governamentivi (che approfondiscono i temi sottoposti dal programma di lavoro UNCITRAL). Testi studiati per semplificare le transazioni commerciali e ridurre i costi di associazione vengono sviluppati da gruppi di lavoro comprendenti tutti gli stati membri, che si incontrano una volta o due all'anno. Gli stati non-membri e le organizzazioni regionali e internazionali interessate sono invitate e possono contribuire attivamente al lavoro, poiché le decisioni vengono prese mediante consensus, e non votate. Le bozze di documenti elaborate dai gruppi di lavoro sono sottoposte all'UNCITRAL per la messa a punto e l'adozione durante la sessione annuale. La sezione di diritto commerciale dell'ufficio delle Nazioni Unite per gli affari legali provvede alle mansioni di segretariato, quali ad esempio conduzione di ricerche e redazione di bozze di documenti e memorie. Questo costituisce il terzo livello, che assiste gli altri due nella preparazione e conduzione del loro lavoro.

## Convenzioni
Una convenzione è, in linea di principio, un accordo che stabilisce obblighi vincolanti tra gli stati che la ratificano. Una convenzione è infatti una tecnica legislativa caratterizzata dalla sua portata obbligatoria. Per poter essere parte di una convenzione, agli stati è richiesto di depositare formalmente uno strumento vincolante di ratifica o di accesso. L'entrata in vigore di una convenzione dipende in genere dal deposito di un numero minimo di ratifiche.
Le convenzioni dell'UNCITRAL sono:
- Convenzione delle Nazioni Unite sui Contratti di Vendita Internazionale di Beni Mobili (CISG) (1980)
- Convenzione delle Nazioni Unite sulla prescrizione nei contratti di vendita internazionale di beni mobili, 1974 (modificata dal Protocollo del 1980)
- Convenzione delle Nazioni Unite sul trasporto di beni via mare (Regole di Amburgo) (1978)
- Convenzione internazionale su “International Bills of Exchange and International Promissory Notes” (1988)
- United Nations Convention on the Liability of Operators of Transport Terminals in International Trade (1991)
- United Nations Convention on Independent Guarantees and Stand-by Letters of Credit (1995)
- United Nations Convention on the Assignment of Receivables in International Trade (2001)
- Convenzione delle Nazioni Unite sull'uso delle comunicazioni elettroniche nei contratti internazionali (2005)
- Convenzione delle Nazioni Unite sulla trasparenza nell’arbitrato tra investitori e Stato basato su trattati (2014)
- Convenzione delle Nazioni Unite sugli accordi internazionali di transazione derivanti dalla mediazione (2018)

## Modello di legge
L'UNCITRAL ha inoltre creato le "Regole uniformi", clausole modello per la preparazione di contratti: norme di arbitrato UNCITRAL (1976),  norme di conciliazione UNCITRAL (1980), norme di arbitraggio UNCITRAL (1982), e note per la risoluzione di una contenzioso in via stragiudiziale (1996)
Un modello di legge è un testo legislativo che è raccomandato agli stati per emanazione come parte di legge interna. Il modello di legge è generalmente messo a punto e adottato dall'UNCITRAL, durante la sessione annuale, poiché al contrario di una convenzione non richiede la riunione di una conferenza diplomatica ad hoc.
Modelli di legge sull'arbitrato commerciale internazionale dell'UNCITRAL dal 1985:
- modello di legge per il trasferimento internazionale dei crediti (1992)
- modello di legge “on Procurement of Goods, Construction and Services” (1994)
- modello di legge sull'insolvenza transfrontaliera  (1997)
- modello di legge dell'UNCITRAL sull'approvvigionamento di beni
- modello di legge per il commercio elettronico (2001)
- modello di legge sull'arbitrato internazionale commerciale (2002)
- Model Legislative Provisions on Privately Financed Infrastructure Projects (2003)
- Modello di legge sui titoli di credito elettronici (2017)
- Modello di legge sull'uso ed il riconoscimento internazionale dell'identificazione elettronica e dei servizi fiduciari (2022)

## CLOUT
La Raccolta di sentenze sui testi UNCITRAL (Case Law on UNCITRAL Texts o CLOUT) è una collezione di sentenze e decisioni arbitrali che applicano i testi UNCITRAL disponibile nelle sei lingue ufficiali delle Nazioni Unite. CLOUT include casi che riguardano principalmente la Convenzione delle Nazioni Unite sui Contratti di Vendita Internazionale di Beni Mobili (CISG) (Vienna 1980), la Convenzione per il riconoscimento e l'esecuzione delle sentenze arbitrali straniere (New York 1958) ed il Modello di legge dell'UNCITRAL sull'arbitrato commerciale internazionale (1985).